# San José, San Martín Peras
San José är en ort i Mexiko.   Den ligger i kommunen San Martín Peras och delstaten Oaxaca, i den sydöstra delen av landet, 250 km söder om huvudstaden Mexico City. San José ligger 2 083 meter över havet och antalet invånare är 275.
Terrängen runt San José är lite bergig. Runt San José är det ganska glesbefolkat, med 30 invånare per kvadratkilometer. Närmaste större samhälle är Santiago Petlacala, 9,4 km sydväst om San José. I omgivningarna runt San José växer huvudsakligen savannskog.